# Merimnetria
Merimnetria é um gênero de traça pertencente à família Agonoxenidae.